# Сангушко, Александр Андреевич
Алекса́ндр Андре́евич Сангу́шко (? — 1565) — государственный деятель Великого княжества Литовского, староста гомельский (с 1535 года), князь кошерский  (1560—1565), маршалок господарский (1553—1565).

## Биография
Представитель коширско-несухоижской линии литовско-русского княжеского рода Сангушко герба «Погоня». Единственный сын старосты луцкого и маршалка господарского, князя Андрея Михайловича Сангушко (ум. 1560), от первого брака с Анной Васильевной Хрептович (ум. 1545).
В молодости князь Александр Сангушко женился на княжне Анне Полубинской, дочери князя Василия Андреевича Полубинского, которая оставила мужа и вторично вышла замуж за Николая Завишу. В 1533 году князь Андрей Сангушко-Каширский и его сын Александр вызывали в суд Николая Завишу, в связи с тем, что его жена, будучи супругой князя Александра, оставляя его, забрала с собой разные вещи. В следующем 1534 году в связи с этими же обвинениями Андрей и Александр Сангушко вызывали в суд князя Василия Андреевича Полубинского, отца Анны.
После развода князь Александр Андреевич Сангушко вторично женился на княжне Анастасии Васильевне Жилинской, дочери князя Василия Семёновича Жилинского и вдове князя Фёдора Михайловича Вишневецкого (ум. 1533), старосты чечерского и пропойского. 23 мая 1535 года «княжне Настасье дочери князя Василия Семеновича Жилинского старосты Кричевского, а ныне супруге князя Александра Коширского» польский король Сигизмунд Старый подтвердил запись её первого мужа Фёдора Вишневецкого на 500 коп денег и половину усадьбы Перемиль.
21 сентября 1535 года князь А. А. Сангушко-Каширский получил от великого князя литовского и короля польского привилей на замок Гомель, став его старостой. Очевидно, он владел им короткий срок, если вообще ему удалось вступить в эти права, ибо в июле 1536 года он упоминается как свидетель и упоминается без всякого титула. В это же время А. Сангушко вызвал в суд Николая Завишу, обвиняя его в наезде и нарушении границы.
В 1538 году великий князь литовский Сигизмунд Старый подтвердил князю Александру Сангушке запись за 300 коп денег 100 червонных золотых на усадьбу Сужаны, данную пана Анастасии Громычиной, жене Григория Исаевича. Получив от своего отца его долю в усадьбе Деречин, он в том же году начал судебный процесс против князя Ивана Андреевича Полубинского, обвиняя его в ущербе и грабеже, совершенных в Деречине и Котличе.
В качестве приданого князь Александр Сангушко за второй женой получил часть в усадьбе Перемиль, второй частью которой владел князь Иван Михайлович Вишневецкий, державца чечерский и пропойский. В 1539 году А. А. Сангушко вызвал князя И. М. Вишневецкого на суд, обвиняя его в ущербе, причиненном в их совместном владении. В 1540 году он обменял свою третью часть Деречина на половину Перемиля, принадлежавшую князю И. М. Вишневецкому. В том же году судился с князем Иваном Полубинским. После смерти своей матери Александр Сангушко унаследовал в 1545 году Горохов в виде третьей части её имений и 1200 коп денег от двух других частей.
В 1547 году князь Александр Андреевич Сангушко был обвинен Бокиями в нанесении ущерба в их владениях Милятин и Подбережье. Согласно описи Луцкого замка 1552 года, князь Александр Сангушко владел также Гороховым.
В 1553 году получил должность маршалка господарского. «Маршалок господарский князь Александр Андреевич Сангушко-Коширский» подписывался в декабре 1554 года в Кнышине в качестве свидетеле на завещании подчашего великого литовского Станислава Кезгайло. В том же году князь Александр Каширский вел судебную тяжбу с Михаилом Гулевичем, а в 1555 году продал свои доли в усадьбах Дернь, Одерады и Ставок за 400 коп денег князю Николаю Радзивиллу.
Князь Александр Сангушко отрицательно относился к завещанию своего отца в пользу второй жены Богданы Заславской и дочери от второго брака. В 1559 году польский король Сигизмунд Август писал ему, чтобы он не трогал отписанных им имений, а в следующем году король вызвал его для дачи отчёта ему лично за наезд, который сразу после смерти отца он совершил нападение на замки мачехи и её дочери Анны. Богдана Мстиславская пожаловалась королю о том, что князь Александр предпринял наезд и захватил замки Камень и Кошир, а её саму и её дочь Анну ограбил, напав на них в их собственной усадьбе, и отнял всё их имущество.
В 1561 году Сигизмунд Август упоминает князя А. А. Сангушко-Каширского в связи с жалобой Николая Харлинского и его жены княжны Анны Любецкой, у которых князь Александр захватил усадьбу Ольбяж.
В том же году А. Сангушко судился с князьями Ружинскими, которые обвиняли его в захвате их имения Подлокушского и причинении ущерба.
В 1560 году после смерти своего отца Андрея Михайловича Александр Сангушко унаследовал Каширское княжество.
В январе 1561 года князь Александр Андреевич Сангушко заключил договор с князем Андреем Петровичем Масальским и его супругой княжной Анной Путятиной о приданом (обеспеченном половиной усадьбы Перемиль) княжны Марины Путятиной, вышедшей замуж за князя Фёдора Михайловича Вишневецкого. В следующем 1562 году А. Сангушко продал Речицу Матвею Савицкому и в том же году отдал имение Яблонное в залог Николаю Радзивиллу. В 1565 году он вновь вел тяжбу с князьями Ружинскими. На смотр в октябре 1565 года князь А. Сангушко для военных нужд должен был выставить 12 всадников.
В конце 1565 года князь Александр Иванович Сангушко-Каширский скончался.

## Дети
От второго брака с княжной Анастасией Васильевной Жилинской оставил единственного сына:
- Лев Александрович Сангушко (? — 1571), князь каширский (1565—1571).